# أمالواي أكادير ترامبوس
أمالواي ترمبوس (بالفرنسية: Amalway Trambus) هو الاسم الذي يطلق على شبكة الحافلات سريعة التردد التي تخدم مدينة أكادير في المغرب. قيد الإنشاء حاليًا منذ مارس 2021، ومن المقرر بدء التشغيل ما بين 2022-2023.